# Hallfreðar saga
La Hallfreðar saga vandræðaskálds (in italiano: Saga di Hallfreðr vandræðaskáld o Saga di Alfredo Poeta turbolento), chiamata anche solo Hallfreðar saga, è una saga degli Islandesi, scritta in norreno in Islanda intorno al XIII-XIV secolo, che narra la storia di Hallfreðr vandræðaskáld, un poeta islandese attivo intorno all'anno 1000. La saga presenta somiglianze con altre saghe sulla vita di poeti, come la Kormáks saga e la Gunnlaugs saga, ma nella Hallfreðar saga si trova meno enfasi sulle relazioni romantiche dello scaldo; la saga parla invece della travagliata conversione di Hallfreðr dal paganesimo norreno al Cristianesimo e dei suoi rapporti con re Óláfr Tryggvason e con altri sovrani di Norvegia.
La saga si è conservata in alcuni manoscritti del XIV secolo, tra cui il Möðruvallabók e il Flateyjarbók, con differenze sostanziali tra le due versioni.